# ISO 3166-2:LA
Die Liste der ISO-3166-2-Codes für  Laos enthält die Codes für die 17 Provinzen und eine Präfektur.
Die Codes bestehen aus zwei Teilen, die durch einen Bindestrich voneinander getrennt sind. Der erste Teil gibt den Landescode gemäß ISO 3166-1 (für  Laos LA), der zweite den Code für die Verwaltungseinheiten wieder.

Der aktuelle Landescode wurde im November 2015 zuletzt aktualisiert.

Verwaltungseinheiten in Laos

| Kreis                 | Code  |
| --------------------- | ----- |
| Attapeu               | LA-AT |
| Bokeo                 | LA-BK |
| Bolikhamsai           | LA-BL |
| Champasak             | LA-CH |
| Houaphan              | LA-HO |
| Khammuan              | LA-KH |
| Luang Namtha          | LA-LM |
| Luang Prabang         | LA-LP |
| Oudomxay              | LA-OU |
| Phongsali             | LA-PH |
| Sainyabuli            | LA-XA |
| Salavan               | LA-SL |
| Savannakhet           | LA-SV |
| Saysomboun            | LA-XS |
| Sekong                | LA-XE |
| Vientiane (Präfektur) | LA-VT |
| Vientiane (Provinz)   | LA-VI |
| Xieng Khouang         | LA-XI |